# Pekao Financial Services
Pekao Financial Services Sp. z o.o. z siedzibą w Warszawie jest pierwszym na rynku polskim agentem transferowym, specjalizującym się w obsłudze krajowych oraz zagranicznych funduszy inwestycyjnych, powszechnych i pracowniczych towarzystw emerytalnych, a także podmiotów oferujących produkty ubezpieczeniowe.

## Historia
Pekao Financial Services zostało utworzone w 1992 roku przez Bank Pekao S.A. i Pioneer International Group z Bostonu jako Financial Services Ltd (FSL) jako pierwszy agent transferowy w Polsce. W 1998 roku z FSL został wyodrębniony PFS, natomiast FSL zmienił nazwę na Pioneer Financial Services Sp. z o.o. (Pioneer FS). W 2001 roku obie spółki zostały połączone.

## Oferowane usługi
- Agent Transferowy dla funduszy inwestycyjnych i emerytalnych,
- obsługa produktów ubezpieczeniowych,
- dystrybucja produktów,
- Call/Contact Center,
- wysyłka korespondencji i materiałów informacyjnych,
- archiwizacja dokumentów w formie papierowej, jak i elektronicznej,
- IT poprzez udostępnianie, modyfikowanie oraz tworzenie oprogramowania,
- pomoc przy tworzeniu oraz wdrażaniu nowych produktów finansowych,
- opracowywanie różnego rodzaju raportów.